# Quiberville
Quiberville település Franciaországban, Seine-Maritime megyében. Lakosainak száma 544 fő (2022. január 1.). Quiberville Le Bourg-Dun, Longueil, Saint-Aubin-sur-Mer és Sainte-Marguerite-sur-Mer községekkel határos.

## Népesség
A település népességének változása:
| Lakosok száma | 550  | 547  | 558  | 552  | 547  | 541  | 534  | 532  | 544  |
|               | 2013 | 2015 | 2016 | 2017 | 2018 | 2019 | 2020 | 2021 | 2022 |